# リッキーズ (スタントチーム)
リッキーズ (Rickyz)はオフロードバイクのユーザーを中心としたオートバイクラブである。かつては、日本を代表するストリート系エクストリームスタントチームであった。正式名称「Rickyz Extreme Bikes Club（リッキーズ エクストリーム バイクス クラブ）」である。

## 概要
2002年1月にRicky (本名:横山力) とshinyo (本名:佐野新世) がエクストリームスタントチーム「リッキーズ」を発足。チーム名は会長の名から付けた「Rikky's」だったが、「Ricky's」の方が良いということですぐに変更された。準メンバーを合わせると20人で構成されていたリッキーズは、オートバイメーカーのカタログライダー、ミュージックアーティストのプロモーションビデオでのスタント、イベントでのスタントショーなど幅広い枠での活動を行い、発足当時16歳の会長Rickyの話題性やshinyoの技の豊富さで、さまざまなオートバイ雑誌で取り上げられるようになった。その後、チームメンバーが増え、PVや大きなイベントなどで活躍するようになった。
発足時の会長だったRickyが不在となったためshinyoを会長として、発足から5年目の2007年2月に「Ricky's」から「Rickyz」に綴りを換えた。2009年12月にスタントチームとしての活動を休止し、元レースクイーンでもあるshimao（しまお）が会長に就任し、shinyoは副会長となった。

## 略歴
- 2002年1月にチームが発足し、ウィリーやストッピー、ローリンエンドなどのエクストリームスタント走行 （曲芸走行）を始めた。オフロード車両を基礎としたスーパーモタードの仕様で、一般的にまだ身近ではなかったエクストリームスタントバイクを、気軽なバイクの遊び方として広めて行った。
- 2003年から続いているマルチプレックスinお台場では、3年に渡って5,6名でエクストリームスタントショーを行なった。
- 2004年には安室奈美恵『ALARM』のPVのバイクシーンのスタントを行なっている。
- 2007年11月にお台場で行なわれスーパーモタードイベント「Games Tokyo」にて、スタントチームとしての最後のエクストリームスタントショーを行なった。